# Палац дожів (Венеція)
Палац дожів (італ. Palazzo Ducale) — пам'ятка італійської готичної архітектури (XIV-XV століть) у Венеції.
Ця головна будівля Венеції була насамперед резиденцією дожів республіки. У палаці засідали Велика рада і сенат, працював Верховний суд і вершила свої справи таємна поліція. На першому поверсі розміщувалися також контори юристів, канцелярія, служби цензорів і морське відомство. Надбудований зверху балкон слугував свого роду святковою трибуною, з якої дож являв себе народу. Гості міста, які причалювали до самого палацу з боку Пьяцетти, виявлялися, таким чином, біля ніг правителя Республіки.

## Історія будівництва

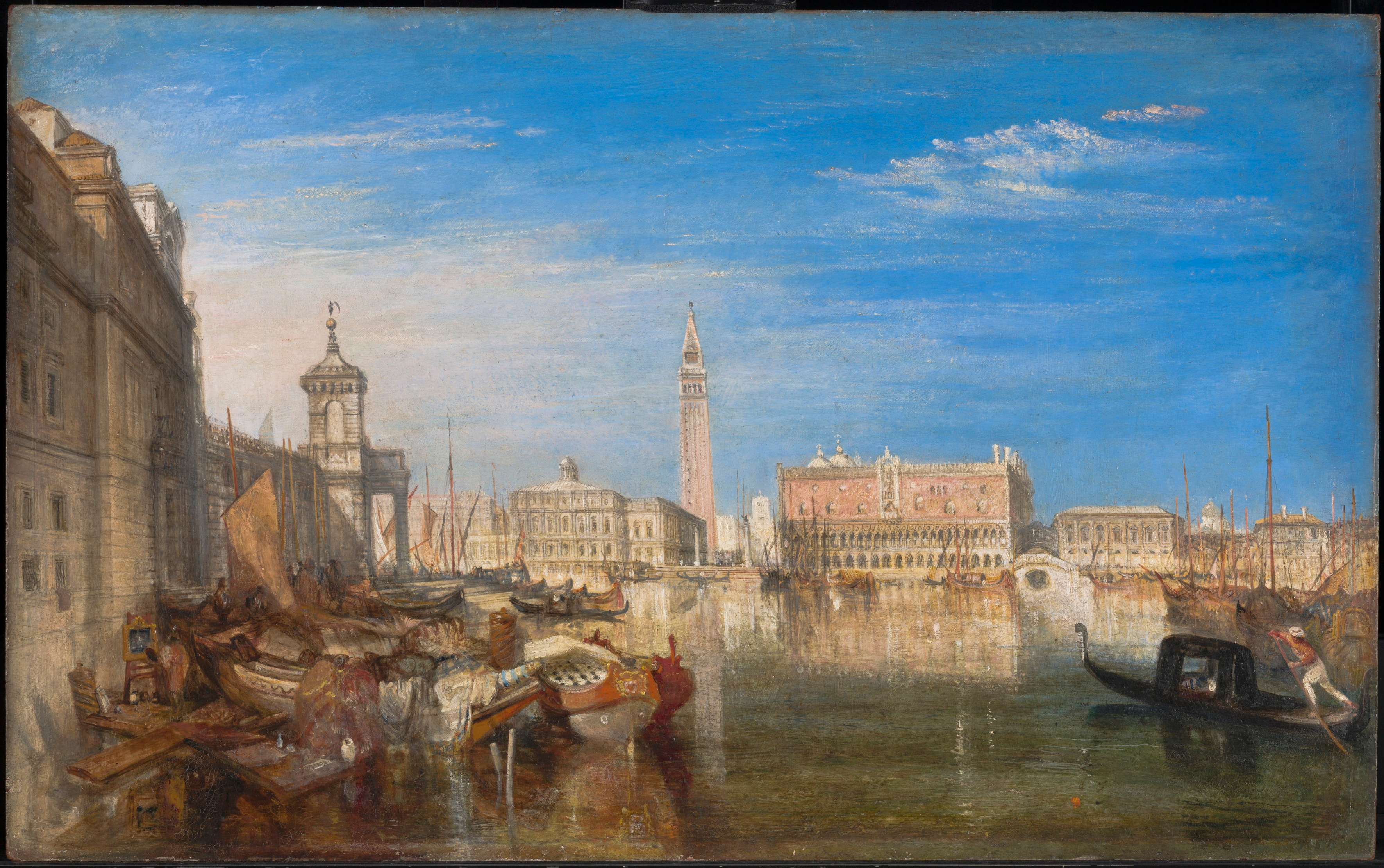
Вільям Тернер. Палац дожів, міст Зітхань і митниця, 1833

Свою назву палац бере від резиденції дожа, верховного голови Венеційської держави. Як і собор Святого Марка, Палац дожів будувався і прикрашався багато сторіч. Перша його будівля, побудована в 810, була фортецею зі стінами і баштами, з усіх боків оточена водою. У 976 частина знаті і народ повстали проти дожа П. Кандіані IV і спалили його резиденцію. Замість неї венеційці побудували нову фортецю, але і вона згоріла в 1106 році.
У XII столітті венеційські майстри спорудили новий палац, причому вже не було необхідності споруджувати його як фортецю. На той час у Венеції вже не існувало звичайних для середньовічної Європи міцних замків і кріпосних стін: тут море служило захистом, а замість фортів у республіки був прекрасний флот. Тому фортечні стіни і башти в новому палаці зводити не стали, а рів, що зберігся, засипали.
Нинішній Палац Дожів побудували Філіппо Календаріо, П’єтро Базейо і майстер Енріко. У 1400-1404 закінчений фасад, що виходить на лагуну, а у 1424 і той, який виходив на Площу Святого Марка. Для завершення будівництва будівлі були запрошені Флорентійські і Ломбардійські майстри, але велика частина будівлі в стилі готики була виконана членами родини Бон, венеційськими майстрами — фахівцями з обробки мармуру.

## Зовнішній вигляд палацу
Неначе в насмішку над усіма законами архітектури верхня масивна частина Палацу дожів покоїться на легких ажурних арках. При першому погляді здається, що будівля перекинута фундаментом догори й дахом вниз, настільки нелогічна сама система її фасаду: два ряди слабких опор внизу і висока суцільна стіна вгорі. У 1577 чергова пожежа знищила одне крило будівлі й Антоніо де Понті, творець моста Ріальто, відновив первинний вигляд будівлі.
Спочатку здається, що всі архітектурні елементи фасаду пов'язані між собою якось нелогічно, несподівано і неначе випадково. А водночас все тут привабливо, свіжо і яскраво, повно життя і радості, все художньо насичено і, кінець кінцем, розумно. Відкрита аркадна галерея першого поверху — це не художній каприз, а чудове укриття від південного сонця. Це місце, де будь-якому перехожому приємно відпочити та помилуватися звідси видом одного з найпрекрасніших у світі архітектурно-природних пейзажів.
Галерея другого поверху — це повітряний балкон, що затінює з півдня і з заходу порівняно невеликі офіційні приміщення. Комбінація ажурних галерей і гладкої стіни в Палаці дожів насичує весь фасад надзвичайним багатством композиційних контрастів і ніби оголяє загальну зовнішність фасаду, відкриту назустріч ансамблю Пьяцетті та простору венеційської лагуни.

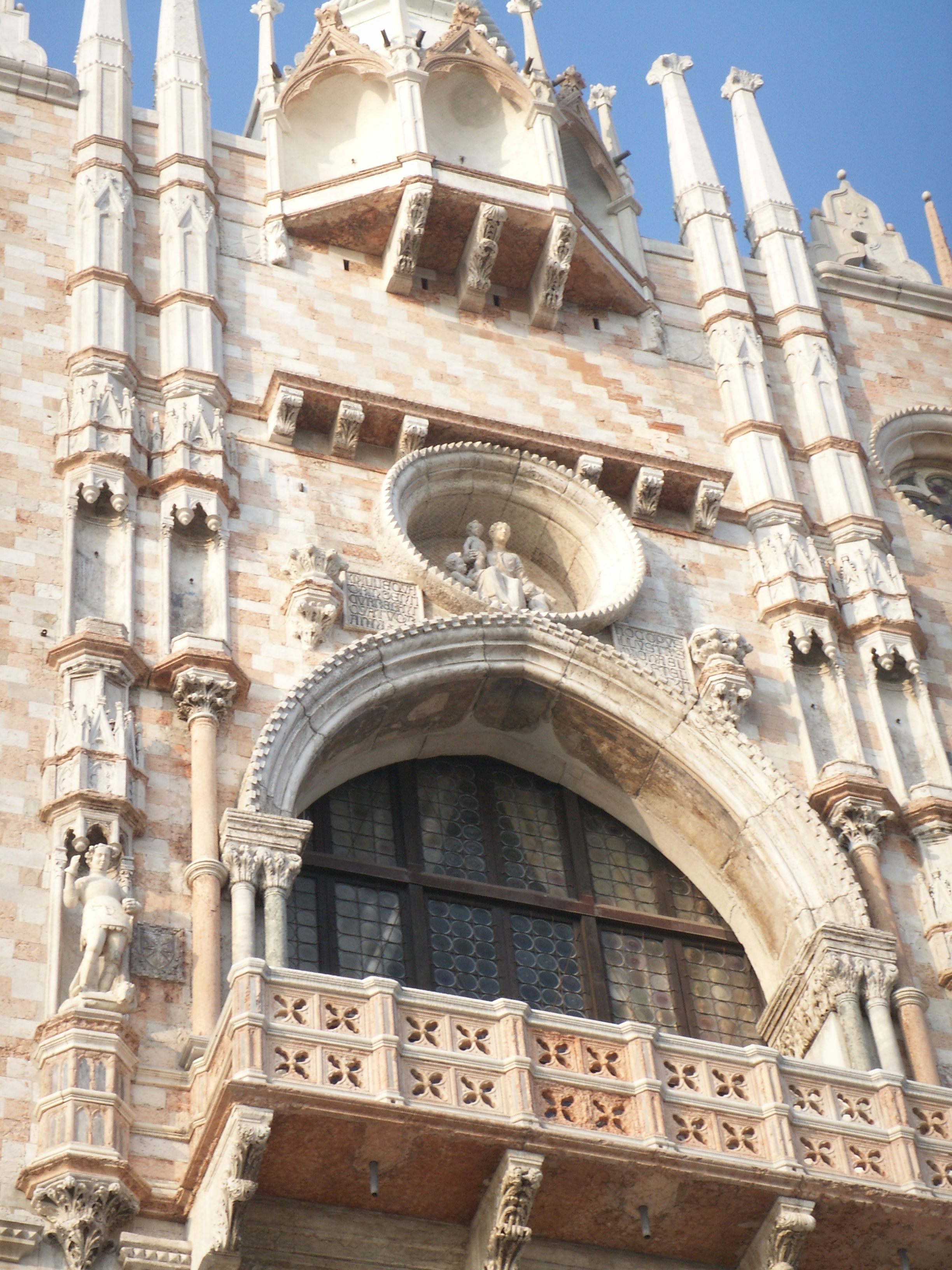
Центральний балкон Палацу дожів

Обробка палацових фасадів велася переважно в середині та другій половині XV століття, коли колишнє захоплення готичною традицією змінилося у венеційців прагненням до гармонійніших форм Ренесансу. Відмовившись від готичної філігранності, вони зробилися прихильниками м'якої округлості архітектурних форм, що блищать різноманітними сортами мармуру. Проте світлий фасад Палацу дожів, що виходить на Пьяцетту, має одну похмуру деталь. У другому ярусі 9-а і 10-а колони зроблені з мармуру густішого, червонуватого відтінку: між цими колонами оголошувалися смертні вироки.
У центрі східного фасаду розташований великий балкон, виконаний учнями Сансовіно в 1536. Над балконом — стрілчасте вікно і скульптурне зображення дожа Андреа Ґрітті перед символом Венеції. Над цим балконом встановлена статуя Правосуддя роботи скульптора Алессандро Вітторіа. Саме з цього балкона у 1866 було проголошено возз'єднання Венеції з Італійським Королівством.

### Порта делла Карта

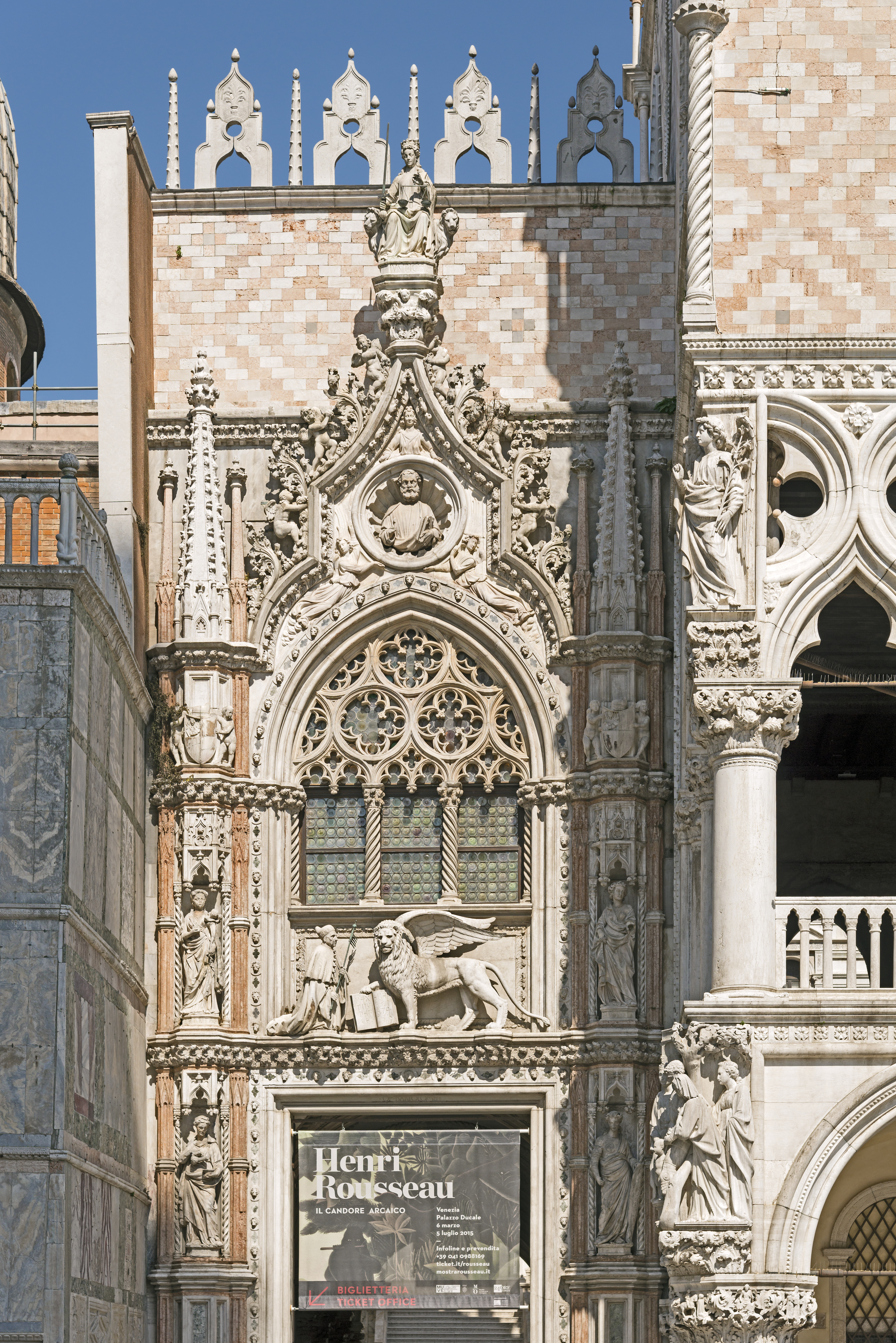
Вигляд «Паперової брами»

Зліва від фасаду, що виходить на Площу Святого Марка, відкриває доступ у двір Палацу дожів «Порта делла Карта» (італ. Porta della Carta) — «Паперова брама», створена Джованні та Бартоломео Бон; у формі стрілчастої арки, прикрашеної в її верхній частині декоративними елементами в готичному стилі; на порталі — дож Франческо Фоскарі перед крилатим левом, а вгорі — статуя Правосуддя. Походження цієї назви вчені трактують двояко. Можливо, воно відбулося від архіву документів, що розташовувався неподалік, або, можливо, тому, що колись тут сиділи писарі та допомагали складати містянам папери, скарги та прохання.

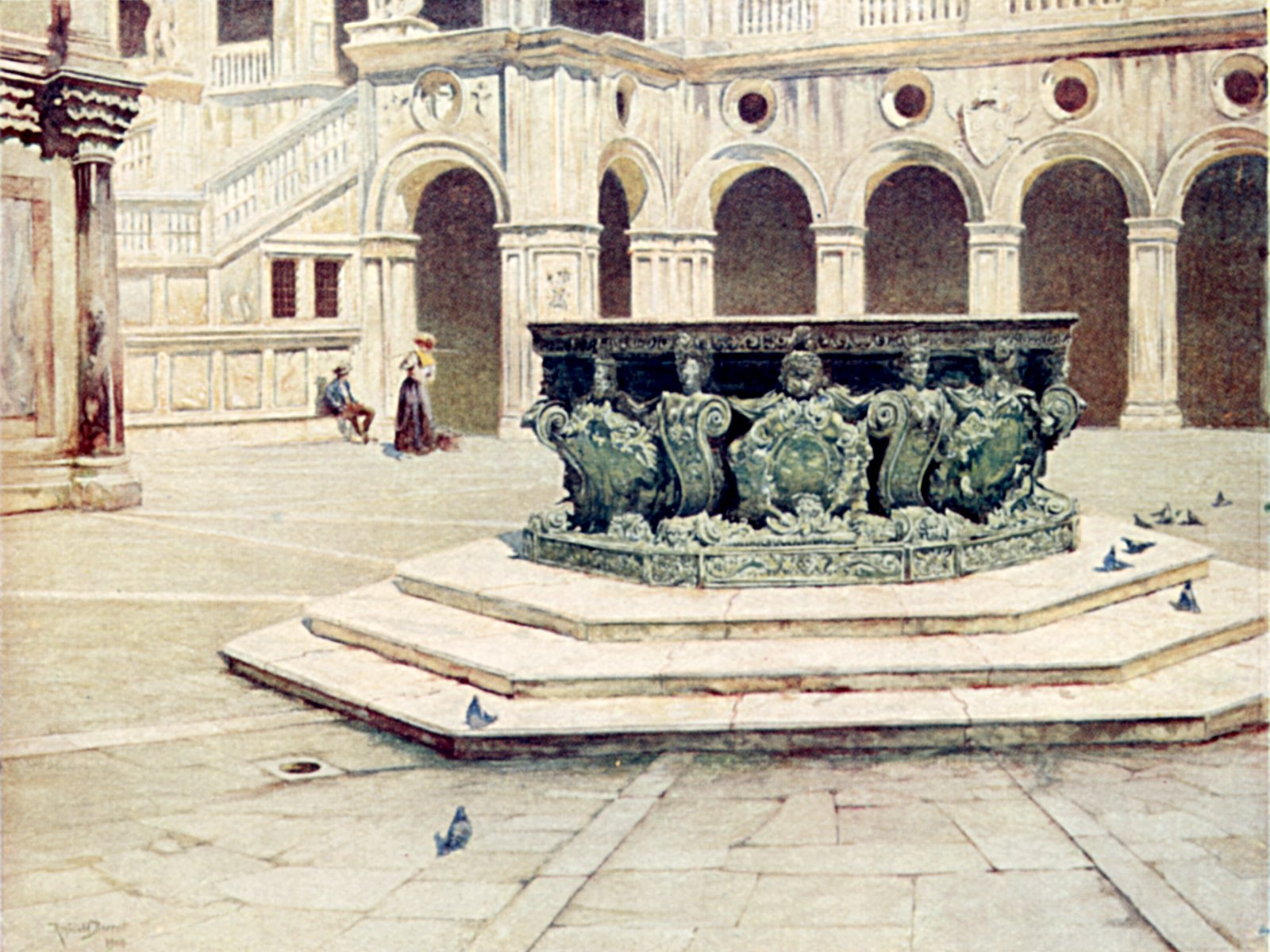
Бронзовий колодязь (vera da pozzo), розташований у середині двора Палацу дожів

Через «Porta della Carta» можна пройти до аркової галереї Фоскарі, а потім у двір Палацу дожів, оточений двох'ярусними мармуровими аркадами та прикрашений вісьмома давньогрецькими скульптурами. Особливу увагу привертає до себе статуя генерала М. делла Ровере, герцога Урбінського (робота скульптора Д. Бандіні). Посередині двору досі розташовані два пишні бронзові колодязі-водоймища, які постачали найкращу в усій Венеції воду. Безліч торговок водою щодня заповнювали внутрішній двір Палацу дожів і розносили звідси своє холодне і смачне пиття навіть у найвіддаленіші квартали Венеції.
Основний фасад зі східного боку входу — роботи Антоніо Ріццо (кінець XV століття), розкішно прикрашений П'єтро Ломбардо. Два фасади, які обрамляють двір з південного і з західного боку, побудовано з червоної цеглини Бартоломео Манопола в XVII столітті.
Нагорі північного фасаду з Арковою галереєю Фоскарі встановлений циферблат годинника; у цього фасаду два яруси арок: напівкруглі в портику і стрілчасті в лоджії. В аркових галереях виділяються ніші з античними відреставрованими статуями. Цей фасад також є бароковою роботою Манопола. Праворуч, на високому п'єдесталі встановлений пам'ятник урбінському герцогові Франческо Марія делла Ровере роботи Джованні Бандіні (1587).

## Інтер’єр

### Сходи Гігантів

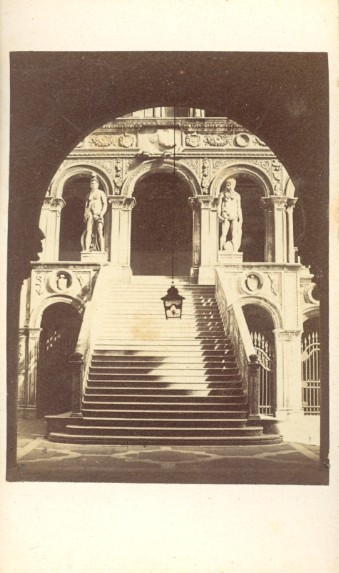
Сходи Гігантів

З внутрішнього двору до Палацу ведуть величезні сходи Гігантів, вирубані з каррарського мармуру. 1554 року на верхньому майданчику сходів встановили величезні мармурові статуї Марса і Нептуна — військового і морського покровителів Венеції (робота Я. Сансовіно), відтоді сходи й отримали свою нинішню назву. На верхньому майданчику сходів Гігантів відбувалися всі урочисті церемонії, що здійснювалися у Венеційській республіці, і найпишнішою з них було вінчання дожа. Тоді сходи перетворювалися ніби на гігантський трон, а найстаріший член Ради покладав на голову нового правителя дорогоцінний головний убір — символ влади дожа. Сходи ведуть у криту галерею другого поверху. Уздовж галереї та всередині палацу часто зустрічаються «пащі левів» — вигравіювані голови левів, в яких опускалися послання і таємні доноси, що були компетенцією різних управлінь.

### «Золоті сходи»
У парадні зали палацу можна піднятися по «Золотих сходах», які спроєктував Сансовіно у 1538 році для дожа Андреа Ґрітті та, які закінчив Скарпаньїно у 1559 році. Сходи, вкриті позолоченою ліпниною, за старих часів призначалися для важливих гостей і для високоповажних осіб, чиї імена значилися в «Золотій книзі». Цю книгу жителі Венеції склали у 1315 році та вписали до неї 200 родин, члени яких могли обіймати важливі державні посади відтоді аж до кінця існування республіки. «Золота книга» зберігалася в особливій кімнаті, яка була влаштована під «Золотими сходами» у 1180 році дожем Ц'яні.

### Зала Великої ради
Золоті сходи вели до «Зали Великої ради» — найбільшої зали не тільки у Венеції, але й в усій Італії. Її довжина 54 метри, ширина — 25 метрів, а висота — 15 метрів. Зала Великої ради займає все південне крило. Її прикрашали шедеври Тіціана, Веронезе, Тінторетто та інших відомих художників, але всі вони загинули при пожежі 1577 року. Зала була реконструйована за проєктом Антоніо де Понті. Перед східною стіною в «Залі Великої ради» на піднесенні встановлені трон дожа і крісла шести членів Малої Ради. А над ними всю стіну займає одна з найбільших картин у світі — «Рай», написана Якопо Тінторетто і його сином Доменіко (1590 року). На стелі виділяється величезна овальна картина Паоло Веронезе «Тріумф Венеції». Вікна зали виходять на лагуну. Величезна пласка стеля «Зали Великої ради» затягнута розкішними живописними полотнами, облямованими важкими визолоченими візерунками.

### Зала виборів
З «Зали Великої ради» відвідувачі проходять до «Зали виборів» (або «Зали долі»), яка називається так тому, що за часів Республіки в ній проходило публічне балотування чиновників, а іноді і їх засудження. Тут же ухвалювалися і вироки, але зі зброєю в цей зал ніхто входити не смів.
Масивна стеля «Зали виборів» оздоблена пишним різьбленням і позолотою. Крім того, у ній розміщені три великі овальні картини, два квадрати та 12 неправильних трикутників, в яких представлені алегоричні сюжети, написані художником Падованіно.

### Зала компаса
«Зала компаса» — колись передня «Зали Ради десяти», а водночас і інквізиції, в якій засуджені з трепетом і жахом чекали вироку. Тут же була і всім відома «Левова паща», в яку опускалися повідомлення і доноси.
Стеля «Залу компаса» складається з трьох величезних овалів і 12 чотирикутників, що заповнюють кути. Цей плафон був розписаний П. Веронезе, і на першому великому овалі він зобразив «Тріумф Венеції», представивши її у вигляді богині, що носиться в хмарах, оточеної алегоричними фігурами Слави, Сили, Багатства… Але один з овалів в наш час[коли?] порожній. Раніше у ньому був «Святий Марк, оточений святими», але у 1797 році картина була вивезена до Парижа і виставлена у Луврі, де викликала захоплення і здивування відвідувачів.

### Зала Ради десяти
У «Залі Ради десяти» засідав трибунал республіки, який вів слідства, що стосуються політичних злочинів проти держави. Трибунал очолював дож і до його складу входило десять членів Великої ради та шість членів Малої ради. Над цією залою розташовувалися тюремні карцери зі свинцевою стелею, так звані Пьйомбі, в яких колись були ув'язнені Джакомо Казанова і Джордано Бруно. В центрі стелі розташований шедевр Паоло Веронезе «Зевс вражає блискавкою пороки», відвезений в 1797 році французами до Парижа і який досі зберігається в Луврі. У наш час на цьому місці встановлена копія цього знаменитого полотна, виконана Якопо ді Андреа.
У «Залі Ради десяти» зараз розташовані чудово написані портрети всіх дожів, що правили у Венеції. Але на місці, де повинен бути портрет дожа Маріно Фальєро, знаходиться лише порожня овальна рама, а під нею напис: «Тут місце Маріно Фальєро, страченого за зраду».
З «Зали Ради десяти» засуджені через особливі секретні сходи слідували у верхню частину Палацу, яка називалася «Свинцевою покрівлею», а також «Свинцями» або «Пьйомбами». У анфіладах пишних зал тіснилися дива мистецтва, краси та насолоди життям, а над плафонами, що блищать нестримною фантазією художників, у свинцевих горищах стогнали в'язні. У стінах тісних коридорів досі чорніють отвори, в які й десятирічна дитина, якщо і зможе увійти, то тільки згорбившись. Затвори та залізні ґрати звідси давно зникли, але на стінах ще і зараз видно обгорілі залишки дерев'яної обшивки, яка хоч якось охороняла в'язнів від вогкості….

### Зала Скарлатті
У залі Скарлатті збиралися сановники в яскраво-червоних тогах, що чекали дожа для проведення офіційних церемоній. Розкішне оздоблення цієї зали була виконана під керівництвом П'єтро Ломбардо. Багата дерев'яна стеля датується початком XVI століття. На витонченому мармуровому каміні встановлений герб дожа Агостіно Барбаріго.

### Зала Карт
Зала Карт бере свою назву від важливих географічних карт, що прикрашають стіни, виконаних Джованні Баттіста Рамнусіо у 1540 році, а також Франческо Гріселліні та Джустіно Менескарді у 1762 році. У центрі зали два великі глобуси, що датуються XVII століттям.

### Зала Колегії

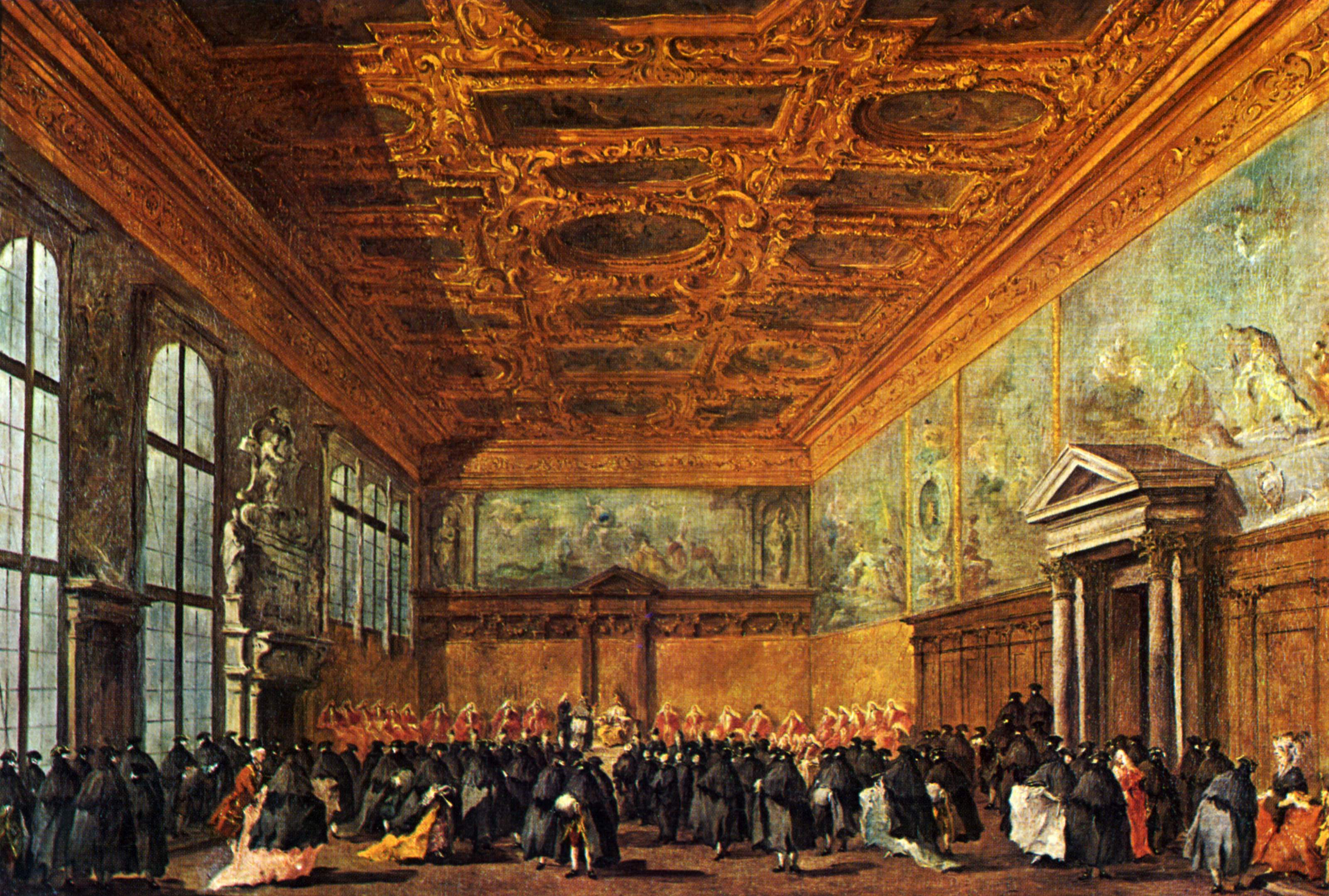
Зала Колегії, Франческо Ґуарді

У Залі Колегії збиралася Повна колегія, що складалася з дожа Венеції та решти Синьйорії — шести членів Малої ради і трьох голів Ради сорока — а також трьох груп savi («мудреці»), колегій з особливими обов'язками: шість членів Savi del Consiglio, п'ять членів Savi di Terraferma (відповідає за фінансові та військові справи), і члени Savi agli Ordini (відповідальний за морські справи).  Тут ухвалювалися найважливіші рішення уряду республіки. Цей зал спроєктував Антоніо де Понті у 1574 році. Прекрасну позолочену різьблену стелю створив Франческо Белло і вона є обрамленням алегоричних полотен роботи Паоло Веронезе, серед яких над трибуною виділяється «Венеція на троні».

### Зала Сенату
Зала Сенату була також реконструйована Антоніо де Понті. Малюнок прекрасної стелі був зроблений Вероною Крістофоро Сорті. Вставлені в нього панно створені різними художниками, зокрема Тінторетто.

### В’язниця

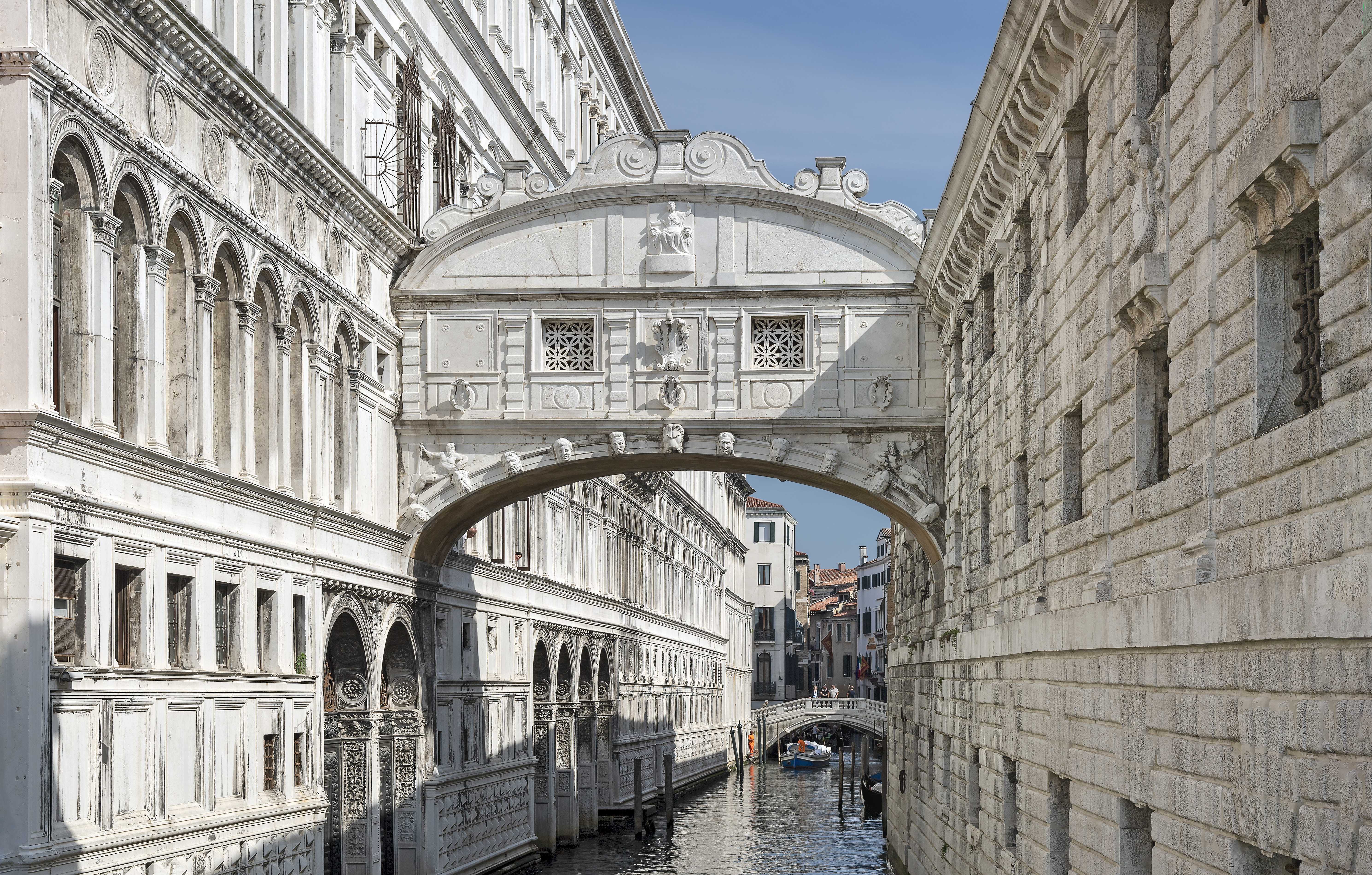
Міст Зітхань

Із зали Управління Законів і Управління кримінальних справ можна потрапити до коридору, який веде навпростець через Міст Зітхань, перекинутий через Палацовий канал, до Нових в'язниць, які спроєктував архітектор Антоніо де Понті. По мосту проходять два коридори: верхній веде до Нових в'язниць, а нижній повертається на поверх портика Палацу дожів. До Старих в'язниць належали Пьйомбі, що розташовані під свинцевим дахом Палацу, і Поцці, що розташовані на рівні води Палацового каналу, в які садили найнебезпечніших ув'язнених. Тюремні камери Поцці через їхнє дерев'яне облицьовування та убогий простір навівають на відвідувача похмуре відчуття, і легко можна уявити настрій тих, хто був ув'язнений тут.

## Сьогодення
Разом з собором Святого Марка, бібліотекою Марчіана та іншими будівлями утворює головний архітектурний ансамбль міста. Будівля функціонує як музей.
У 2007 році в Палаці була проведена виставка «Венеція та Іслам».